# Jack Stamp

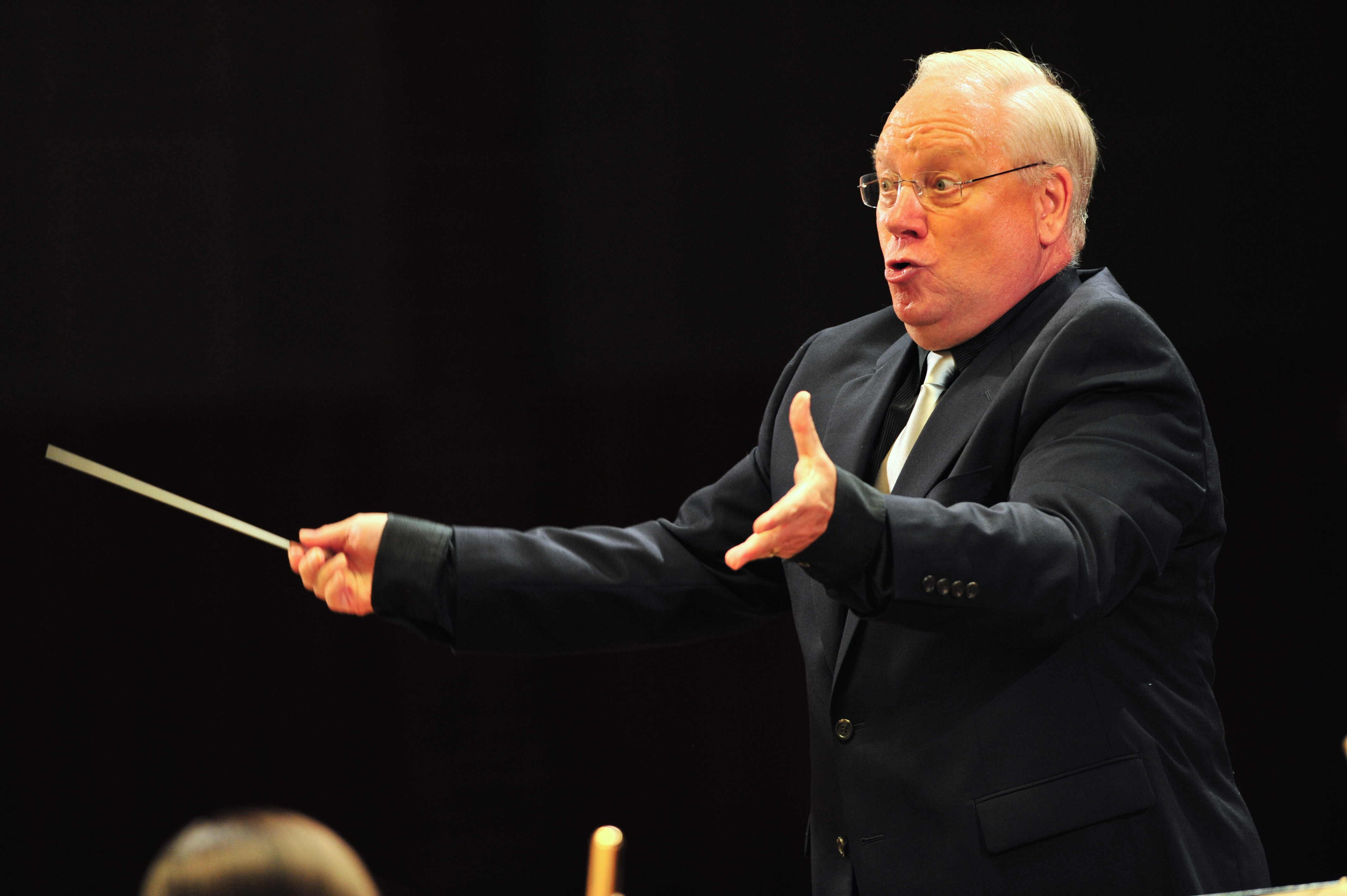
Jack Stamp (2015)

John E. „Jack“ Stamp (* 5. März 1954 in Washington, D.C.) ist ein US-amerikanischer Dirigent, Komponist und Musikpädagoge, der hauptsächlich auf dem Gebiet der Blasmusik tätig ist.

## Leben
Jack Stamp wuchs in einem in Maryland gelegenen Vorort von Washington, D.C. auf. Sein Großvater, ein Amateurmusiker, schenkte ihm sein erstes Klavier. Im Alter von 12 Jahren lernte Stamp das Lesen von Akkordsymbolen, indem er die Noten von Popmusikstücken las.
In der High School spielte Stamp im Schulorchester und versuchte sich auch an Arrangements für die dortige Jazzband; daneben kam er zum ersten Mal mit dem Komponisten Robert Washburn in Kontakt, bei dem er später studieren sollte.
1972 begann Stamp sein Studium an der Indiana University of Pennsylvania (IUP). 1974 bis 1975 studierte er jeweils im Sommer bei Robert Washburn. 1976 erhielt Stamp einen Bachelor-Abschluss in Musikerziehung und wechselte an die East Carolina University (ECU), wo er 1978 einen Master-Abschluss in Perkussion erhielt. Danach nahm Stamp eine Stelle als Blasorchesterdirigent an einer High School in Wilmington, North Carolina an.
Schon während seiner Zeit an der ECU betrieb Stamp Korrespondenz mit Fisher Tull, nachdem er eines seiner Werke dirigiert hatte. Nachdem er 1982 Wilmington verließ, um an der Campbell University in Buies Creek, North Carolina zu unterrichten, nahm er bei Tull Privatstunden.
Stamp blieb bis 1990 an der Campbell University und fungierte dort als Vorsitzender der Kunstabteilung. Zudem studierte er in dieser Zeit an der Michigan State University bei Eugene Corporon und erhielt 1988 einen Doktortitel im Fach Blasorchesterdirigat. Nach seiner Rückkehr nach North Carolina schrieb er sein erstes Auftragswerk, Past the Equinox und dirigierte das Blasorchester der Duke University sowie die Brassband von Cary, North Carolina, die er zu einem nationalen Meistertitel führte.
1990 wechselte Stamp an die IUP, wo er bis 2015 Professor für Musik, Dirigent des Blasorchesters und stellvertretender Vorsitzender und später Vorsitzender der Musikabteilung war. Seitdem unterrichtet er an der University of Wisconsin in River Falls. Daneben ist Stamp als Gastdirigent und Komponist von Auftragswerken weltweit aktiv.
1992 gründete Stamp das Keystone Wind Ensemble, das aus Studenten, Absolventen und Professoren der IUP besteht und sich auf Aufnahmen von Blasorchesterwerken spezialisiert hat, wobei der Fokus auf amerikanischer Literatur liegt. Mit diesem Orchester hat er mehr als 20 Alben produziert.
Stamp ist verheiratet und lebt in Hudson, Wisconsin.

## Werk
Stamp schrieb ca. 60 Werke für Blasorchester. Diese sind oftmals von seiner Vorliebe für Polychorde und Formenlehre geprägt, die er während seiner Studienzeit in Pennsylvania entdeckte. Neben seinen Lehrern Washburn, Tull und Corporon haben ihn vor allem die Komponisten Joan Tower, David Diamond und Richard Danielpour beeinflusst; besonders Towers’ rhythmischer Einfallsreichtum beeindruckte ihn.
Stamps bekanntestes Stück, die Gavorkna Fanfare, ist Eugene Corporon gewidmet.
- 1975 Daybreak für Marimbaensemble
- 1975 Three Turns für Blechbläserquintett
- 1977 Antihigram
- 1977 Journey Past the Unicorn
- 1989 Past the Equinox
- 1989 Love’s Philosophy
- 1991 Elegy and Affirmation
- 1991 Gavorkna Fanfare
- 1991 O-Zone
- 1991 Remembrance of Things to Come
- 1992 Centograph, Fanfare
- 1992 Fanfare for the Great Hall
- 1992 Jigsaw
- 1992 Melting of the Winter’s Snow
- 1994 Canticle
- 1995 Aubrey Fanfare
- 1995 Five Contrasts
- 1995 Four Maryland Songs für Sopran und Blasorchester
- 1995 Harnett County Celebration
- 1996 Ere the World Began to Be
- 1996 Prayer and Jubilation
- 1997 Choralpräludium Be Thou My Vision
- 1997 If Morning Might Arrive
- 1997 With Trump and Wing
- 2001 In this Hid Clearing…
- 2001 Three Places in England
- 2002 Escapade
- 2006 Sinfonie Nr. 1 In Memoriam of David Diamond
- 2008 Tarheel Sketches
- 2009 Concertino für Perkussion und Blasorchester
- 2009 Moltres’ Dance
- 2010 Five Songs From the Hills
- 2011 Canticle: Voces Cadentes für Erzähler, Chor, Streichorchester und Blasorchester
- 2013 Psalm 150 für Orgel und Wind Ensemble
- 2014 And the Time Is für Chor und Perkussionsensemble
- Aloft!
- Bandancing
- Choral und Toccata
- Cheers!
- Cloudsplitter Fanfare
- Declamataion on a Hymn Tune für Blechbläserensemble und Perkussion
- Divertimento in F
- The Final Beguine
- Held Still in quick of Grace
- In Final Obedience
- Pastime
- Roulette’s Deception
- Southpaw, Liedzyklus für Tenor, Doppel-Bläserquintett und Perkussion
  1. It All Begins
  2. Elements of Chance
  3. How Do I Make an Out
  4. Passing It Down
  5. Called Out
  6. Cooperstown
- Streichquartett Nr. 1
- Variationen über einen Choral von Bach
- Variationen über Down Ampney (Come Forth, O Love Divine)

Soweit nicht anders angegeben, handelt es sich um Werke für Blasorchester.

## Auszeichnungen
1995 wurde Stamp von der IUP zum „Distinguished Alumnus“ ernannt. Ein Jahr später gewann er den „Orpheus Award“ der Studentenverbindung Phi Mu Alpha Sinfonia. 1999 erhielt Stamp die „Citation of Excellence“ der Vereinigung der Musikerzieher von Pennsylvania (Pennsylvania Music Educators Association). Im Jahr 2000 wurde er zum Mitglied der American Bandmasters Association ernannt. 2007 gewann Stamp den „Distinguished Faculty Award for Creative Arts“ der IUP; von 2008 bis 2009 war er dort „Distinguished University Professor“ – eine der höchsten Auszeichnungen der Universität.

## Aufnahmen (Auswahl)
- Past The Equinox – The Music of Jack Stamp (1994, Citadel CTD 88105), Keystone Wind Ensemble, Jack Stamp (Dirigent).
- Divertimento (1995, Citadel CTD 88108), Keystone Wind Ensemble, Jack Stamp (Dirigent).
- Celebrations (1995, Citadel CTD 88111), IUP Wind Ensemble, Keystone Wind Ensemble, Jack Stamp (Dirigent).
- Songs Of Abelard And Other World Premieres (1998, Citadel 88128), Keystone Wind Ensemble, Jack Stamp (Dirigent).
- Cloudsplitter (2000, Citadel CTD 88140), Keystone Wind Ensemble, Jack Stamp (Dirigent).
- Internal Combustion (2001, Klavier Records K 11119), IUP Wind Ensemble, Jack Stamp, Lowell Graham (Dirigenten)
- Norman Dello Joio (2003, Klavier Records K 11138), Keystone Wind Ensemble, Jack Stamp (Dirigent).
- Radiant Joy (2010, Klavier Records K 11184), IUP Wind Ensemble, Jack Stamp (Dirigent).